# John Epper
John Epper (* als Hans Emil Epper am 7. Mai 1906 in der Schweiz; † 3. Dezember 1992 in Kalifornien, USA) war ein schweizerisch-amerikanischer Schauspieler und Stuntman.
Epper wurde als jüngstes von acht Kindern des Schweizer Baumeisters Johann Wilhelm Epper (* 2. April 1868 in Gossau) und M. Albertina Isler (* 19. August 1870 in Konstantinopel) geboren. Er verliess die Schweiz mit 19 Jahren und schlug sich als Busfahrer, Tankstellenwart und Pferdeverleiher durch. Der passionierte Reiter kam durch Zufall zu seinem ersten Stunt-Einsatz bei Metro-Goldwyn-Mayer.
Epper spielte in einigen Filmen mit, etwa in Einsatz im Nordatlantik, Schnellboote vor Bataan, Die gebrochene Lanze, Die Reise zum Mittelpunkt der Erde und Mit eisernen Fäusten. In der Reise zum Mittelpunkt der Erde verkörperte er eine Figur namens Groom. Eine Figur gleichen Namens wurde interessanterweise auch von Robert Adler gespielt.
Epper arbeitete grösstenteils als Stuntman. Er führte in mehr als 34 Filmen Stunts und doubelte unter anderem Ronald Reagan, Errol Flynn, Gary Cooper, Randolph Scott und Henry Fonda.
Epper heiratete 1935 seine Frau Frances. Drei seiner Söhne, Tony (1938–2012), Andy (1943–2010) und Gary (1944–2007), und mehrere seiner Enkelkinder wurden ebenfalls Stuntmen. Auch seine Tochter Jeannie Epper (1941–2024) ist als Stuntfrau tätig und wurde durch den über sie und Zoë Bell gedrehten Dokumentarfilm Double Dare bekannt.
Er starb 1992 im Alter von 86 Jahren in Kalifornien.